# Station Fossebrekke
Station Fossebrekke (Noors: Fossebrekke holdeplass )  is een voormalig station in Fossebrekke in de gemeente Nore og Uvdal in fylke Viken  in  Noorwegen. Het station werd geopend in 1929, twee jaar na de opening van Numedalsbanen, de spoorlijn tussen Rødberg en Kongsberg. Het station werd net als de spoorlijn in 1989 gesloten voor personenvervoer. 